# Pokoutník nálevkovitý
Pokoutník nálevkovitý (Agelena labyrinthica) je větší pavouk z čeledi pokoutníkovitých. Byl vyhlášen Evropským pavoukem roku 2011.

## Popis
Jedná se o poměrně velký druh pokoutníka, samice měří 10 až 14 mm a samec 8 až 12 mm. Hlavohruď je žlutohnědá, po stranách se dvěma širokými podélnými proužky rozšiřujícími se směrem dozadu. Oči se nacházejí ve dvou řadách po čtyřech. Zadeček je šedohnědý a oválný s dlouhými snovacími bradavkami; uprostřed má šedý pruh, lemovaný po stranách bílým vzorem připomínajícím vánoční stromek. Nohy jsou světle hnědé a dlouhé. Mladí pavouci mají hlavohruď načervenalé barvy a zadeček a nohy tmavě hnědé.

## Rozšíření
Jedná se o palearktický druh rozšířený v mírném pásu Evropy a Asie. Obvykle žije na osluněných suchých stanovištích s nízkou vegetací a roztroušenými keři. Obývá okraje lesů, cest a neobdělaných polí, louky, stráně, mýtiny i zahrady. V České republice je hojný v nížinách i podhůří.

## Způsob života
Hustou nálevkovitou síť, jež může mít až 50 cm v průměru a jejíž propracovanost vynesla druhu jeho latinské jméno labyrinthica, vytváří na trávě či jiné nízké vegetaci i keřích do 1 m výšky. Síť je zakončena pavučinovou rourkou s únikovým východem, v níž se pavouk skrývá, čeká na kořist a svléká se. Okolí ústí sítě je mnohdy pokryto zbytky potravy. Nad plachetkou jsou vlákna, do nichž naráží hmyz a padá na síť, kde k němu pokoutník vyběhne a vpraví do něj jed, kořist vtáhne do úkrytu a pozře. Živí se většinou kobylkami. Díky svým rychlým reakcím dokáže zaútočit i na hmyz pomalu letící kolem sítě.
V červnu či červenci sameček vyhledává pavučinu samičky a rytmickými údery na síť upozorňuje na svůj příchod. Pokud se samička hodlá pářit, zůstává ve svém úkrytu, kde později proběhne i páření, po němž je samec často sežrán. V pozdním létě pak samice vytváří jeden i více velkých bílých kokonů s 50 až 130 vajíčky, které jsou připevněny k okraji či v blízkosti sítě. Stěnu kokonu tvoří silná vlákna a je navíc zamaskována opadem. Mláďata se vylíhnou v témže roce a přezimují v matčině síti. Hnízdo opouštějí mladí pavouci na jaře a dospívají v létě.
S dospělci se lze setkat od května do září.

## Možnost záměny
- pokoutník štíhlý (Allagelena gracilens)

## Galerie

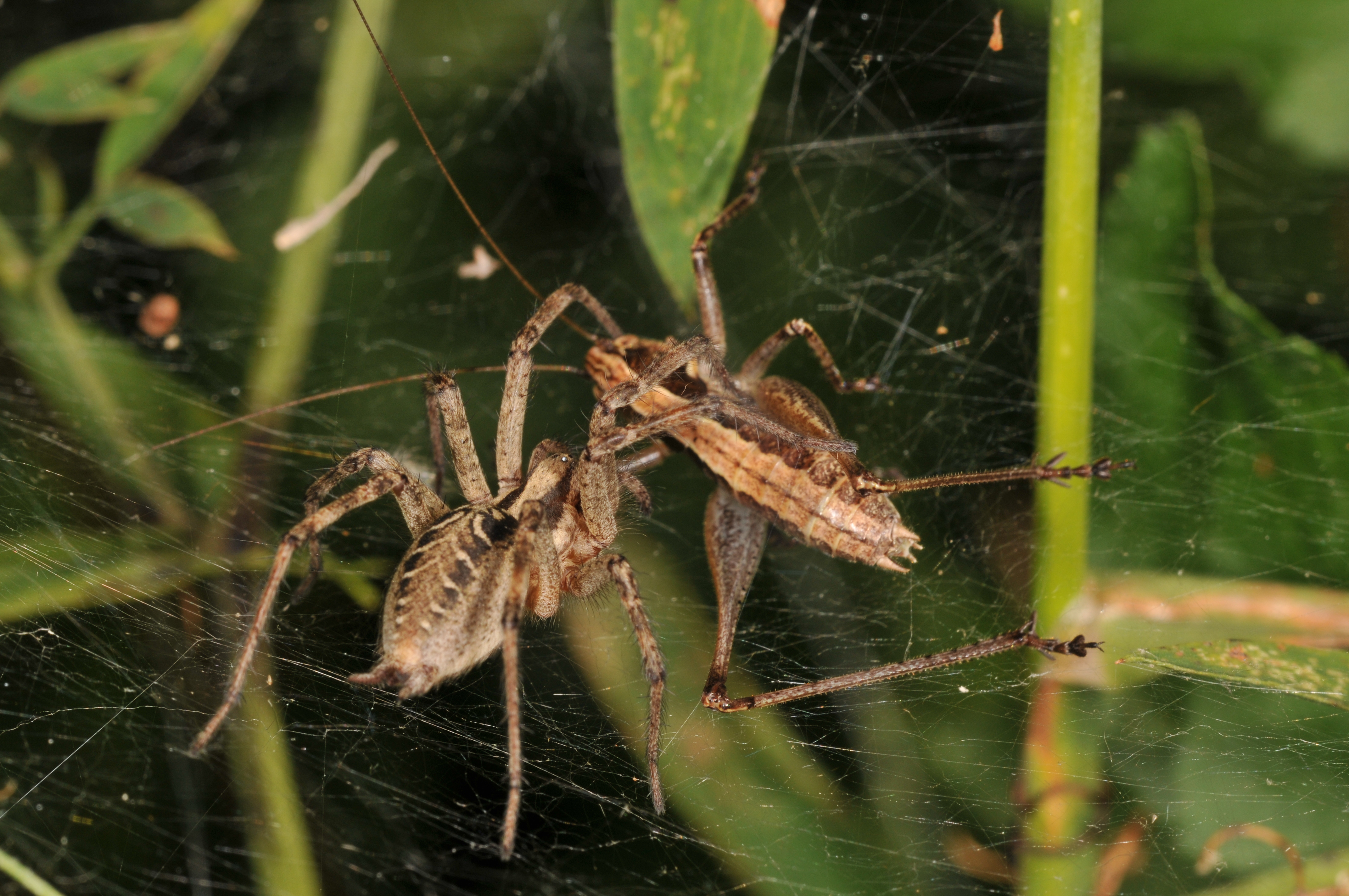
Pavouk s kořistí
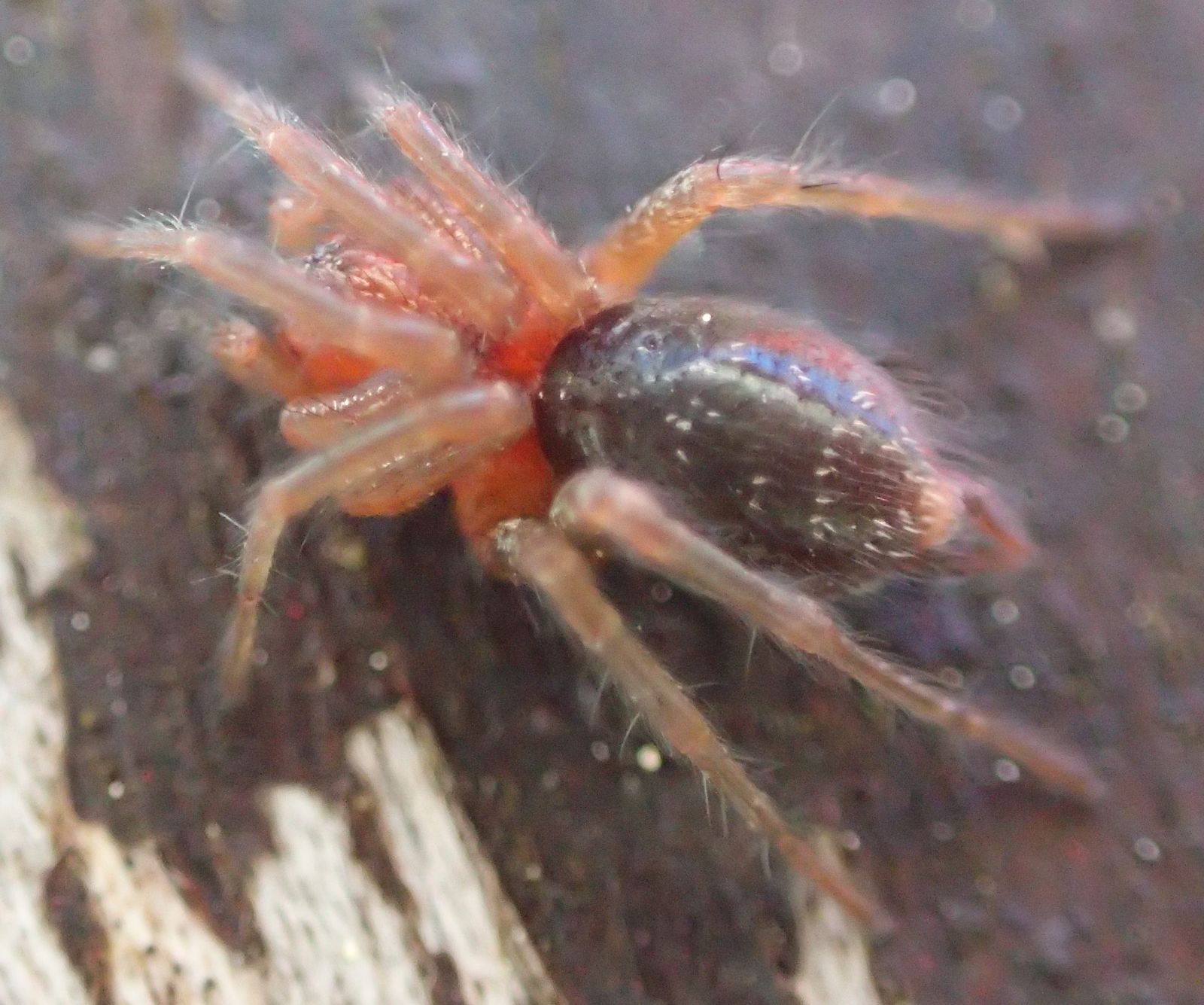
Mladý jedinec
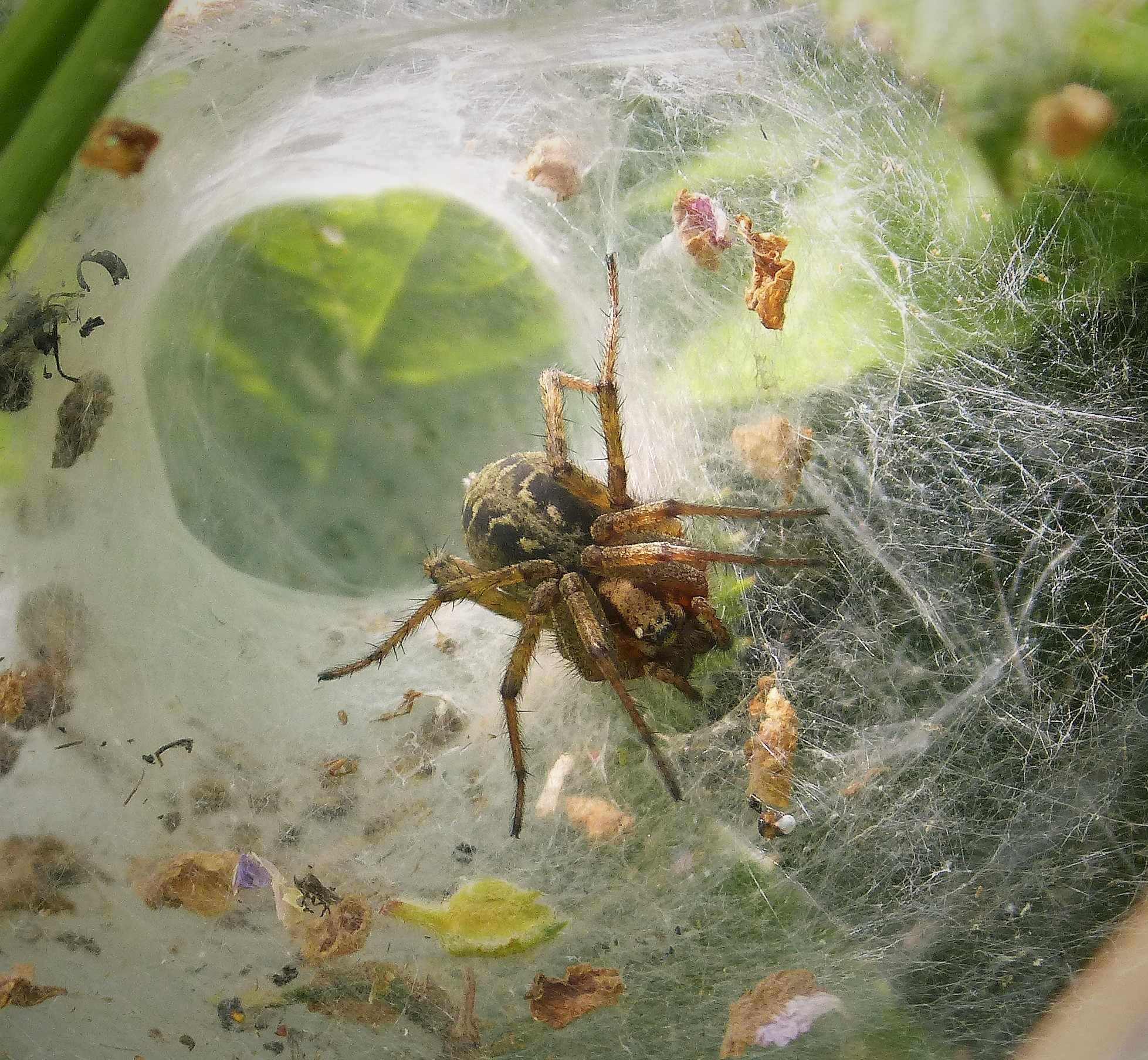
Pavouk v síti
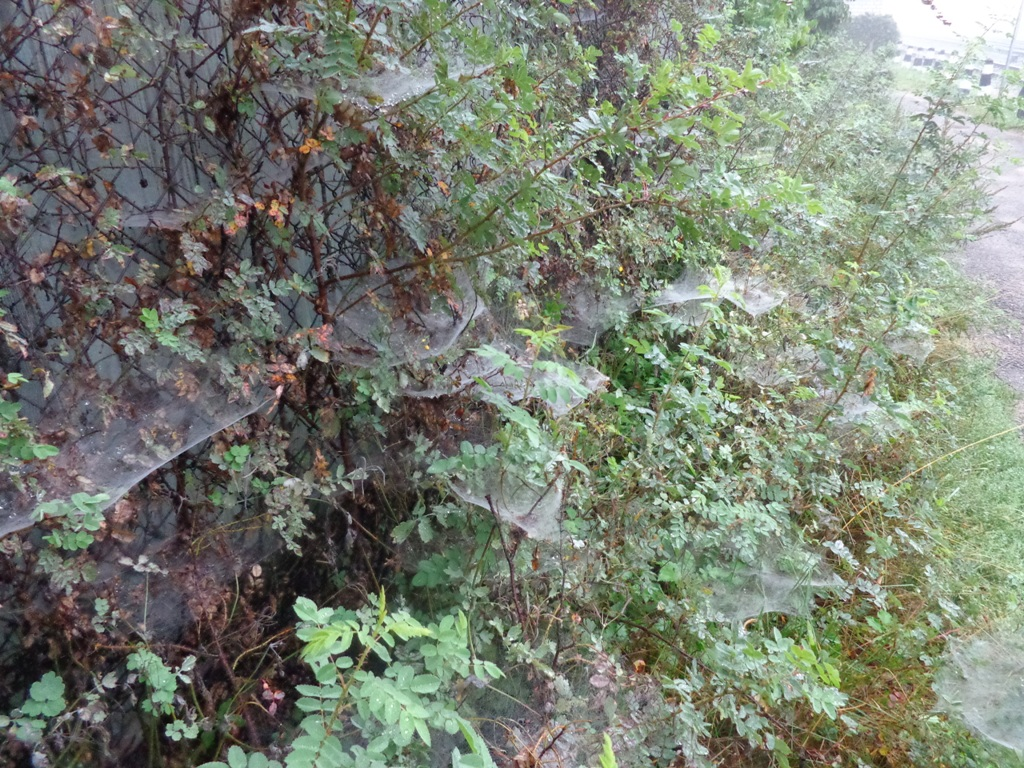
Pavučiny
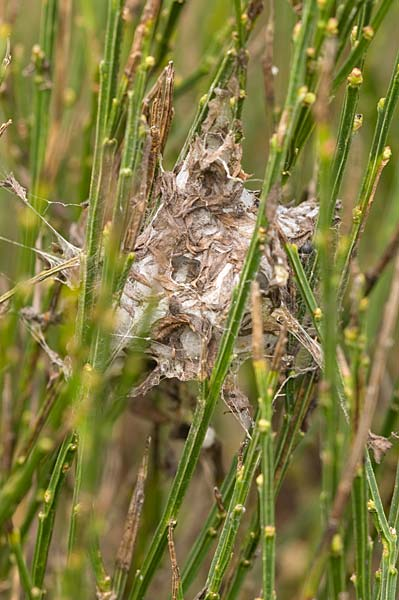
Kokon
- Pokoutník nálevkovitý s kořistí – roupcem žlutonohým (Leptogaster cylindrica)